# Калейдоскоп чудес Криму
Калейдоскоп чудес Криму — конкурс серед природних, історико-культурних та сучасних об'єктів, які розташовані на Кримському півострові. Проходив з 25 листопада 2013 року по 27 лютого 2014 року за ініціативою Міністерства курортів і туризму АРК згідно з наказом № 95 від 25 листопада 2013 року міністра Олександра Лієва.
Метою конкурсу було визначення найбільш привабливих для туристів об'єктів культури, архітектури, історії, сучасності, а також об'єктів природи, розташованих на території Криму, і створення умов для їх подальшої популяризації.
Конкурс мав три номінації, переможцями в яких стають по сім об'єктів. Переможців визначали шляхом відкритого інтернет-голосування, яке проходило на офіційному сайті Міністерства.

## Етапи
Конкурс проводився в чотири етапи:
1. Оголошення початку конкурсу і прийом заявок на участь;
2. Перевірка заявлених об'єктів на відповідність необхідним критеріям;
3. Проведення відкритого інтернет-голосування (з 1 по 17 лютого);
4. Визначення переможців експертною групою.

Підсумки конкурсу  оголошені 27 лютого в Ялті в рамках Міжнародного туристичного ярмарку «Крим. Курорти. Туризм. 2014»

## Номінації
До участі в конкурсі було допущено 61 з 64 об'єктів. Члени експертної групи перевірили туристичні об'єкти, на відповідність встановленим критеріям конкурсу: фахівці з історії, археології, архітектури, культури та екології обговорили стан об'єктів — їх збереження, проведення реставраційних робіт. дотримання санітарних норм, а також умови безпечного і комфортного відвідування їх туристами, популярність об'єкта та відгуки відвідувачів.
Переможці виділені жирним шрифтом.

### «7 природних чудес Криму»
| назва                                        | розташування                                              | розташування                                              | географічні координати                                                          | фото |
| -------------------------------------------- | --------------------------------------------------------- | --------------------------------------------------------- | ------------------------------------------------------------------------------- | ---- |
| Екологічна стежка заповідника «Мис Мартьян»  | Нікіта, територія Нікітського ботанічного саду            | Нікіта, територія Нікітського ботанічного саду            |                                                                                 |      |
| Харакський парк                              | Гаспра, Алупкинське шосе, 13                              | Гаспра, Алупкинське шосе, 13                              | 44°25′46″ пн. ш. 34°6′53″ сх. д. / 44.42944° пн. ш. 34.11472° сх. д.            |      |
| Карадазький природний заповідник             | Коктебель                                                 | Коктебель                                                 | 44°56′10″ пн. ш. 35°14′0″ сх. д. / 44.93611° пн. ш. 35.23333° сх. д.            |      |
| Парк будинку відпочинку «Айвазовське»        | Партеніт, вул. Васильченка, 1-а                           | Партеніт, вул. Васильченка, 1-а                           | 44°34′52.65″ пн. ш. 34°20′52.65″ сх. д. / 44.5812917° пн. ш. 34.3479583° сх. д. |      |
| Опукський природний заповідник               | Яковенкове, вул. Чорноморська, 1-а                        | Яковенкове, вул. Чорноморська, 1-а                        | 45°1′50″ пн. ш. 36°11′10″ сх. д. / 45.03056° пн. ш. 36.18611° сх. д.            |      |
| Нікітський ботанічний сад                    | Нікіта                                                    | Нікіта                                                    | 44°30′42.37″ пн. ш. 34°14′4.15″ сх. д. / 44.5117694° пн. ш. 34.2344861° сх. д.  |      |
| Суворовський дуб                             | Яблучне                                                   | Яблучне                                                   | 45°4′47.54″ пн. ш. 34°37′7.18″ сх. д. / 45.0798722° пн. ш. 34.6186611° сх. д.   |      |
| Біла скеля                                   | на північний схід від Білогірська                         | на північний схід від Білогірська                         |                                                                                 |      |
| Мисливське господарство «Холодна гора»       | Білогірський район                                        | Білогірський район                                        |                                                                                 |      |
| Ботанічний заказник «Новий Світ»             | Новий Світ                                                | Новий Світ                                                | 44°49′30″ пн. ш. 34°54′30″ сх. д. / 44.82500° пн. ш. 34.90833° сх. д.           |      |
| Червона печера                               | за 3,5 кілометри від села Перевального                    | за 3,5 кілометри від села Перевального                    | 44°52′12.9″ пн. ш. 34°20′39.66″ сх. д. / 44.870250° пн. ш. 34.3443500° сх. д.   |      |
| Долина привидів                              | Лучисте, південно-західний схил гірського масиву Демерджі | Лучисте, південно-західний схил гірського масиву Демерджі | 44°44′58″ пн. ш. 34°24′18″ сх. д. / 44.74944° пн. ш. 34.40500° сх. д.           |      |
| Дуб «Богатир Тавриди»                        | Сімферополь                                               | Сімферополь                                               | 44°57′18.67″ пн. ш. 34°6′36.98″ сх. д. / 44.9551861° пн. ш. 34.1102722° сх. д.  |      |
| Великий каньйон Криму                        | Бахчисарайський район                                     | Бахчисарайський район                                     | 44°31′40″ пн. ш. 34°1′0″ сх. д. / 44.52778° пн. ш. 34.01667° сх. д.             |      |
| Сакське озеро                                | Саки                                                      | Саки                                                      | 45°7′25″ пн. ш. 33°34′3″ сх. д. / 45.12361° пн. ш. 33.56750° сх. д.             |      |
| Кримський природний заповідник               | територія Алуштинської міськради                          | територія Алуштинської міськради                          | 44°40′00″ пн. ш. 34°21′0″ сх. д. / 44.66667° пн. ш. 34.35000° сх. д.            |      |
| Національний природний парк «Чарівна гавань» | Чорноморське                                              | Чорноморське                                              | 45°31′02″ пн. ш. 32°42′48″ сх. д. / 45.51722° пн. ш. 32.71333° сх. д.           |      |

### «7 історико-культурних чудес Криму»
| назва                                                                          | розташування                           | розташування                                        | географічні координати                                                          | фото |
| ------------------------------------------------------------------------------ | -------------------------------------- | --------------------------------------------------- | ------------------------------------------------------------------------------- | ---- |
| Палацовий комплекс «Дюльбер»                                                   | Кореїз, Місхор, Алупкінське шосе, 19   | Кореїз, Місхор, Алупкінське шосе, 19                | 44°25′45.95″ пн. ш. 34°5′46.4″ сх. д. / 44.4294306° пн. ш. 34.096222° сх. д.    |      |
| Сімферопольський художній музей                                                | Сімферополь, вул. Карла Лібкнехта, 35  | Сімферополь, вул. Карла Лібкнехта, 35               | 44°57′25.92″ пн. ш. 34°5′28.32″ сх. д. / 44.9572000° пн. ш. 34.0912000° сх. д.  |      |
| Об'єкти маршруту «Малий Єрусалим»                                              | Євпаторія                              | Кенаси, вул. Караїмська, 68                         | 45°11′55″ пн. ш. 33°22′27″ сх. д. / 45.19861° пн. ш. 33.37417° сх. д.           |      |
| Об'єкти маршруту «Малий Єрусалим»                                              | Євпаторія                              | Музей пошти, вул. Караваєва, 6                      | 45°11′52.13″ пн. ш. 33°22′49.54″ сх. д. / 45.1978139° пн. ш. 33.3804278° сх. д. |      |
| Об'єкти маршруту «Малий Єрусалим»                                              | Євпаторія                              | Євпаторійський музей аптеки, вул. Караваєва, 4      | 45°11′50.88″ пн. ш. 33°22′49.05″ сх. д. / 45.1974667° пн. ш. 33.3802917° сх. д. |      |
| Об'єкти маршруту «Малий Єрусалим»                                              | Євпаторія                              | Мечеть Джума-Джамі, вул. Революції, 36              | 45°11′45.6″ пн. ш. 33°22′38.4″ сх. д. / 45.196000° пн. ш. 33.377333° сх. д.     |      |
| Об'єкти маршруту «Малий Єрусалим»                                              | Євпаторія                              | Одун-базар капуси, вул. Караваєва, 13-а             | 45°11′54.61″ пн. ш. 33°22′48.38″ сх. д. / 45.1985028° пн. ш. 33.3801056° сх. д. |      |
| Об'єкти маршруту «Малий Єрусалим»                                              | Євпаторія                              | Храм Святого Іллі, вул. Братів Буслаєвих, 1         | 45°11′33.9″ пн. ш. 33°22′26.9″ сх. д. / 45.192750° пн. ш. 33.374139° сх. д.     |      |
| Об'єкти маршруту «Малий Єрусалим»                                              | Євпаторія                              | Свято-Миколаївський собор, вул. Тучина, 2           | 45°11′48″ пн. ш. 33°22′45″ сх. д. / 45.19667° пн. ш. 33.37917° сх. д.           |      |
| Об'єкти маршруту «Малий Єрусалим»                                              | Євпаторія                              | Синагога Єгія-Капай, вул. Караїмська, 47            | 45°11′54.78″ пн. ш. 33°22′35.18″ сх. д. / 45.1985500° пн. ш. 33.3764389° сх. д. |      |
| Об'єкти маршруту «Малий Єрусалим»                                              | Євпаторія                              | Текіє дервішів, вул. Караваєва, 18                  | 45°11′58.3″ пн. ш. 33°22′51.59″ сх. д. / 45.199528° пн. ш. 33.3809972° сх. д.   |      |
| Палац «Ластівчине гніздо»                                                      | Гаспра, Алупкинське шосе, 9-а          | Гаспра, Алупкинське шосе, 9-а                       | 44°25′50.62″ пн. ш. 34°7′41.7″ сх. д. / 44.4307278° пн. ш. 34.128250° сх. д.    |      |
| Печерні міста Бахчисарайського району                                          | Бахчисарайський район                  | Чуфут-Кале, за 3 км на схід від Бахчисараю          | 44°44′27.70″ пн. ш. 33°55′28.08″ сх. д. / 44.7410278° пн. ш. 33.9244667° сх. д. |      |
| Печерні міста Бахчисарайського району                                          | Бахчисарайський район                  | Мангуп-Кале, неподалік села Ходжа Сала              | 44°35′ пн. ш. 33°48′ сх. д. / 44.583° пн. ш. 33.800° сх. д.                     |      |
| Печерні міста Бахчисарайського району                                          | Бахчисарайський район                  | Ескі-Кермен, Залісне                                | 44°36′36″ пн. ш. 33°44′29″ сх. д. / 44.61000° пн. ш. 33.74139° сх. д.           |      |
| Печерні міста Бахчисарайського району                                          | Бахчисарайський район                  | Качі-Кальон, між селами Передущельним і Баштанівкою | 44°41′45″ пн. ш. 33°53′5″ сх. д. / 44.69583° пн. ш. 33.88472° сх. д.            |      |
| Печерні міста Бахчисарайського району                                          | Бахчисарайський район                  | Тепе-Кермен, біля села Кудриного                    | 44°43′2.3″ пн. ш. 33°55′48″ сх. д. / 44.717306° пн. ш. 33.93000° сх. д.         |      |
| Центральний військово-морський музей України                                   | Севастополь                            | «Холодна війна», Балаклава                          | 44°29′50.5″ пн. ш. 33°35′48.29″ сх. д. / 44.497361° пн. ш. 33.5967472° сх. д.   |      |
| Центральний військово-морський музей України                                   | Севастополь                            | «Михайлівська батарея», Північна сторона            | 44°37′40″ пн. ш. 33°31′33″ сх. д. / 44.62778° пн. ш. 33.52583° сх. д.           |      |
| Будівля колишньої дачі Стамболі                                                | Феодосія, проспект Айвазовського, 37   | Феодосія, проспект Айвазовського, 37                | 45°2′33.54″ пн. ш. 35°22′57.11″ сх. д. / 45.0426500° пн. ш. 35.3825306° сх. д.  |      |
| Національна картинна галерея імені Айвазовського                               | Феодосія, вул. Галерейна, 2            | Феодосія, вул. Галерейна, 2                         | 45°1′55.83″ пн. ш. 35°22′57.85″ сх. д. / 45.0321750° пн. ш. 35.3827361° сх. д.  |      |
| Музей історії грязелікування                                                   | Саки, вул. Курортна, 29                | Саки, вул. Курортна, 29                             | 45°7′40.5″ пн. ш. 33°36′0.5″ сх. д. / 45.127917° пн. ш. 33.600139° сх. д.       |      |
| Алупкинський палацово-парковий музей-заповідник                                | Алупка, Палацове шосе, 10              | Алупка, Палацове шосе, 10                           | 44°25′11.64″ пн. ш. 34°3′16.56″ сх. д. / 44.4199000° пн. ш. 34.0546000° сх. д.  |      |
| Історико-археологічний заповідник «Калос-Лімен»                                | Чорноморське, вул. Набережна           | Чорноморське, вул. Набережна                        | 45°31′2″ пн. ш. 32°42′48″ сх. д. / 45.51722° пн. ш. 32.71333° сх. д.            |      |
| Коктебельський еколого-історико-культурний заповідник «Кімерія М. О. Волошина» | Коктебель, вул. Набережна              | Коктебель, вул. Набережна                           | 44°57′37″ пн. ш. 35°15′7.2″ сх. д. / 44.96028° пн. ш. 35.252000° сх. д.         |      |
| Царський курган                                                                | Керч, Аджи-Мушкай, вул. Скіфська       | Керч, Аджи-Мушкай, вул. Скіфська                    | 45°22′26″ пн. ш. 36°31′34″ сх. д. / 45.37389° пн. ш. 36.52611° сх. д.           |      |
| Лівадійський палац-музей                                                       | Лівадія, вул. Батурина                 | Лівадія, вул. Батурина                              | 44°28′04″ пн. ш. 34°08′37″ сх. д. / 44.46778° пн. ш. 34.14361° сх. д.           |      |
| Кримський республіканський музей О. С. Пушкіна                                 | Гурзуф, вул. Набережна, 3              | Гурзуф, вул. Набережна, 3                           | 44°32′23.5″ пн. ш. 34°16′28.5″ сх. д. / 44.539861° пн. ш. 34.274583° сх. д.     |      |
| Ханський палац                                                                 | Бахчисарай, вул. Річкова, 133          | Бахчисарай, вул. Річкова, 133                       | 44°44′55″ пн. ш. 33°52′55″ сх. д. / 44.74861° пн. ш. 33.88194° сх. д.           |      |
| Національний заповідник «Херсонес Таврійський»                                 | Севастополь, вул. Стародавня, 1        | Севастополь, вул. Стародавня, 1                     | 44°36.7′ пн. ш. 33°29.6′ сх. д. / 44.6117° пн. ш. 33.4933° сх. д.               |      |
| Фортеця «Керч»                                                                 | Керч, мис Ак-Бурун, вул. Свердлова, 22 | Керч, мис Ак-Бурун, вул. Свердлова, 22              | 45°18′52.42″ пн. ш. 36°28′48.14″ сх. д. / 45.3145611° пн. ш. 36.4800389° сх. д. |      |
| Севастопольський художній музей імені Крошицького                              | Севастополь, просп. Нахімова, 9        | Севастополь, просп. Нахімова, 9                     | 44°36′48.84″ пн. ш. 33°31′21.31″ сх. д. / 44.6135667° пн. ш. 33.5225861° сх. д. |      |
| Підводне античне городище Акра                                                 | Керченська протока                     | Керченська протока                                  | 45°7′59″ пн. ш. 36°25′36″ сх. д. / 45.13306° пн. ш. 36.42667° сх. д.            |      |
| Ялтинський державний об'єднаний історико-літературний музей                    | Ялта, вул. Пушкінська, 5а              | Ялта, вул. Пушкінська, 5а                           | 44°29′24.58″ пн. ш. 34°9′39.91″ сх. д. / 44.4901611° пн. ш. 34.1610861° сх. д.  |      |

### «7 сучасних чудес Криму»
| назва                                                                                            | розташування                                          | географічні координати                                                          | фото |
| ------------------------------------------------------------------------------------------------ | ----------------------------------------------------- | ------------------------------------------------------------------------------- | ---- |
| Ялтинський зоопарк «Казка»                                                                       | біля Ялти                                             | 44°29′40.45″ пн. ш. 34°7′5.51″ сх. д. / 44.4945694° пн. ш. 34.1181972° сх. д.   |      |
| Ялтинський крокоділяріум                                                                         | Ялта, вул. К. Маркса, 4/2                             | 44°29′49.21″ пн. ш. 34°10′15.48″ сх. д. / 44.4970028° пн. ш. 34.1709667° сх. д. |      |
| Євпаторійський музей історії Кримської війни                                                     | Євпаторія, вул. Революції, 61                         | 45°11′34.18″ пн. ш. 33°22′22.1″ сх. д. / 45.1928278° пн. ш. 33.372806° сх. д.   |      |
| Парк левів «Тайган»                                                                              | Білогірськ, вул. Лавандова, 1                         | 45°2′10.01″ пн. ш. 34°33′49.73″ сх. д. / 45.0361139° пн. ш. 34.5638139° сх. д.  |      |
| Ботанічний сад Таврійського національного університету імені В. І. Вернадського                  | Сімферополь                                           |                                                                                 |      |
| Дельфінарій «Акварель»                                                                           | Алушта, вул. Горького, 7                              | 44°40′14.46″ пн. ш. 34°24′31.65″ сх. д. / 44.6706833° пн. ш. 34.4087917° сх. д. |      |
| Театр морських тварин «Акваторія»                                                                | Виноградне, Бахчисарайське шосе, 17a                  | 44°29′7″ пн. ш. 34°7′20″ сх. д. / 44.48528° пн. ш. 34.12222° сх. д.             |      |
| Парк «Крим у мініатюрі»                                                                          | Алушта, вул. Горького, 7                              | 44°40′13.12″ пн. ш. 34°24′37.81″ сх. д. / 44.6703111° пн. ш. 34.4105028° сх. д. |      |
| «Будинок догори дном»                                                                            | Виноградне, Бахчисарайське шосе, 17a                  |                                                                                 |      |
| Музей «Пірати Чорного моря»                                                                      | Євпаторія, вул. Революції, 56                         | 45°11′35.13″ пн. ш. 33°22′20.94″ сх. д. / 45.1930917° пн. ш. 33.3724833° сх. д. |      |
| Музей «Будинок домовиків»                                                                        | Запрудне, вул. Південна, 1                            | 44°35′32.22″ пн. ш. 34°18′59.8″ сх. д. / 44.5922833° пн. ш. 34.316611° сх. д.   |      |
| Підводний музей                                                                                  | мис Тарханкут                                         |                                                                                 |      |
| Меморіальний комплекс «Пам'яті загиблих на водах»                                                | Малоріченське, вул. Дижа, 17                          | 44°45′23.72″ пн. ш. 34°33′55.93″ сх. д. / 44.7565889° пн. ш. 34.5655361° сх. д. |      |
| Підвісна пасажирська канатна дорога «Місхор — Ай-Петрі»                                          | Кореїз                                                | 44°25′32.68″ пн. ш. 34°4′13.4″ сх. д. / 44.4257444° пн. ш. 34.070389° сх. д.    |      |
| Еко-парк дитяче містечко «Лукомор'є»                                                             | Севастополь, пр. Перемоги, 1а                         | 44°35′37.97″ пн. ш. 33°33′0.44″ сх. д. / 44.5938806° пн. ш. 33.5501222° сх. д.  |      |
| Музейний історико-меморіальний комплекс героїчним захисникам Севастополя «35-а берегова батарея» | Севастополь, мис Херсонес, Алея захисників 35-ї бб, 7 | 44°33′29″ пн. ш. 33°24′25″ сх. д. / 44.55806° пн. ш. 33.40694° сх. д.           |      |
| Музей вченого-мандрівника М. М. Миклухо-Маклая «Берег Маклая»                                    | Кача, вул. Авіаторів, 1г/4,                           |                                                                                 |      |
| Комплекс «Садиба Шатілова»                                                                       | Цвітуще                                               | 45°29′49.32″ пн. ш. 34°52′39.96″ сх. д. / 45.4970333° пн. ш. 34.8777667° сх. д. |      |
| Садиба «Розенталь»                                                                               | Ароматне                                              |                                                                                 |      |
| Парк птахів «Дінотерій Коктебель»                                                                | Коктебель, вул. Садова, 24                            |                                                                                 |      |
| Парк антилоп «Сафарі Ранч»                                                                       | Ізюмівка                                              |                                                                                 |      |
| Кримський історичний музей «Ларішес»                                                             | Бахчисарай, вул. Басенка, 57л                         | 44°44′51.75″ пн. ш. 33°54′28.12″ сх. д. / 44.7477083° пн. ш. 33.9078111° сх. д. |      |
| Севастопольський міжшкільний краєзнавчий музей імені Є. Н. Овена                                 | Севастополь, вул. Миколи Музики, 5                    | 44°35′21.45″ пн. ш. 33°31′13.94″ сх. д. / 44.5892917° пн. ш. 33.5205389° сх. д. |      |

## Склад експертної групи[4]
| П. І. Б.                        | посада |
| ------------------------------- | --- |
| Бурова Ольга Василівна          | заступник міністра курортів та туризму АРК, голова експертної групи. |
| Войник Алла Валеріївна          | голова комітету з питань курортів, туризму і лісового господарства Громадської ради при Раді Міністрів АРК, заступник голови експертної групи. |
| Шереметьєва Наталія Валеріївна  | начальник управління рекреаційних ресурсів Міністерства курортів та туризму АРК, секретар експертної групи. |
| Араджіоні Маргарита Анатоліївна | кандидат історичних наук, завідувач відділом етноконфесійних досліджень Кримського відділу Інституту сходознавства НАН України. |
| Амарандо Галина Сергіївна       | керівник Курортно-інформаційного центру. |
| Барикін Борис Юрійович          | декан архітектурно-будівельного факультету Національної академії природоохоронного і курортного будівництва, кандидат технічних наук, доцент, член-кореспондент Академії будівництва України, заслужений працівник освіти АРК.                                                                     |
| Баженова Олена Миколаївна       | голова громадської організації «Асоціація гостинності Криму». |
| Вахрушев Борис Олександрович    | декан географічного факультету Таврійського національного університету імені В. І. Вернадського, професор, доктор географічних наук, кандидат геолого-мінералогічних наук, заслужений працівник освіти АРК, лауреат премії імені В. І. Вернадського, президент Малої академії наук школярів Криму. |
| Герцен Олександр Германович     | завідувач кафедрою історії стародавнього світу і середньовіччя Таврійського національного університету імені В. І. Вернадського, доцент, кандидат історичних наук. |
| Зелинський Борис Валерійович    | президент «Асоціації туроператорів Криму і Севастополя». |
| Ілюшкіна Ніна Олексіївна        | член «Асоціації екскурсоводів і гідів-перекладачів Севастополя». |
| Коваленко Іван Михайлович       | голова громадської організації «Туристичний актив Криму». |
| Джеффрі Луббі                   | керівник проекту ЕС «Диверсифікація і підтримка туристичного сектору Криму». |
| Мальгін Андрій Віталійович      | генеральний директор Кримського республіканського закладу «Центральний музей Тавриди». |
| Павлів Сергій Васильович        | начальник південно-східного регіонального відділення інформації української національної агенції «Укрінформ». |
| Пересунько В'ячеслав Сергійович | голова правління «Асоціації заповідників та музеїв Криму». |
| Тарасенко Віктор Сергійович     | голова правління і ради Кримської республіканської асоціації «Екологія і світ». |
| Хорошко Павло Гертрудович       | історик, краєзнавець, переможець II Республіканського конкурсу «Екскурсійна мозаїка Криму» в номінації «Найкращий екскурсовод», |
| Яковенко Ірина Михайлівна       | завідувач кафедрою туризму Таврійського національного університету імені В. І. Вернадського, доктор географічних наук, професор. |